# Rakshak
Rakshak (em hindi:  रक्षक, "protetor") é o álbum de estreia da banda indiana de heavy metal Bloodywood, lançado de forma independente em 18 de fevereiro de 2022. A música do álbum é uma mistura de música folclórica indiana e heavy metal, enquanto as letras são cantadas nos idiomas inglês, hindi e panjabi.
O álbum entrou nas paradas da Billboard, tornando o grupo o primeiro de metal da Índia a fazê-lo. O disco teve boa performance no Bandcamp também, ficando no topo das vendas ao ser lançado  e ficando (quando do início de março de 2022) em 22º lugar na lista de novos álbuns mais vendidos e em 3º na lista de álbuns de metal mais vendidos.

## Contexto
Desde sua criação em 2016, a banda ganhou atenção na internet com seus covers em estilo folk metal indiano de músicas pop e indianas. Eles chegaram a lançar um álbum de covers intitulado Anti-Pop Vol. 1 com músicas de Backstreet Boys, 50 Cent, Ariana Grande, Nirvana e Linkin Park. O rapper Raoul, que inicialmente era um convidado, acabou se tornando parte da banda.
Para seu álbum de estreia, no entanto, eles optaram por usar apenas material original, regravando algumas músicas anteriores que haviam sido lançadas no passado. A banda afirma ter sido abordada por várias gravadoras, mas decidiu permanecer independente para este álbum.

## Temas
Quando perguntado sobre o significado do álbum, o vocalista/rapper Raoul disse que "trata-se de um esforço conjunto para proteger as pessoas e o planeta como um todo de todos os desafios que estamos enfrentando. Esperamos fazer isso eliminando completamente os desafios, porque a melhor defesa é um grande ataque. Você ouvirá mensagens sobre política divisória, corrupção, notícias tóxicas, agressão sexual e bullying, bem como mensagens pessoais sobre combater a depressão e ultrapassar seus limites"
O título, que se traduz como "protetor", transmite a sensação de que "você é seu próprio salvador, você tem a força dentro de você para enfrentar os desafios". A capa apresenta um menino e um elefante atrás dele; o animal representa "a força dentro desta criatura frágil".

## Informações das canções
Rakshak traz tanto canções novas quando peças mais antigas anteriormente lançadas como singles.
features both songs which were written for the album, as well as earlier original compositions by the band which were formerly released as independent singles for various causes. Rapul afirmou que canções anteriores como o hit "Ari Ari (Indian Street Metal)" foram deixadas de fora porque não eram composições totalmente originais da banda.

### Regravações
"Jee Veerey" foi lançada como single em julho de 2018 como resposta a um infográfico controverso sobre depressão divulgado pelo Ministério da Saúde e do Bem-Estar da Família da Índia no mês anterior. A banda distribuiu 60 sessões particulares de terapia em parceria com uma ONG. Fãs do grupo estenderam o gesto pagando por sessões adicionais para outras pessoas.

"Endurant" é uma música antibullying que encoraja a pessoa que a ouve a "aguentar e se sair mais forte em vez de se vingar ou revidar com a força". Lançado em janeiro de 2019, o clipe da música foca nas diferentes experiências de vida adulta de um valentão e sua vítima.
"Machi Bhasad", lançada em abril de 2019, foi composta para o
jogo ainda sem data de lançamento Beyond Good and Evil 2, mas acabou rejeitada. Pensada como um chamado para lutar contra a injustiça, a canção foi lançada ao mesmo tempo que o anúncio de datas de uma turnê europeia de 2019.
"Yaad", lançada no início de 2020, foca na continuação da vida após a morte de uma pessoa amada. A banda comprou uma amgulância para ser usada por um abrigo local de animais com o lançamento da música.

### Canções escritas para oRakshak(2021-2022)
O primeiro single do álbum, "Gaddaar", foi lançado em 9 de novembro de 2021 e apresenta comentários políticos, explorando "como os políticos apostam em distribuir ódio para ganhar votos e aumentar sua posição política, e como alguém pode se rebelar para quebrar o ciclo" ao mesmo tempo em que defende a separação entre igreja e estado.
O segundo single e vídeo, "Aaj", foi lançado em 24 de janeiro de 2022. O vídeo foi filmado em Munnar, Kerala, e a banda enfrentou uma série de dificuldades ao fazê-lo, incluindo mau tempo, negação de permissão para filmar, sanguessugas e acidentes com drones.
O último single lançado do álbum, Dana-Dan, tece críticas à cultura do estupro e o patriarcado. A banda afirmou que a canção é "um comentário explícito sobre violência sexual e a necessidade de eliminá-la. Ela começa com a fúria reflexiva, quase homicica que sentimos quando ouvimos sobre esses crimes, antes de prosseguir para um chamado à batalha mais sóbrio. Ela culmina com um apelo delicado para que todos(as) nós reflitamos sobre o papel que desempenhamos em criar um mundo onde atrocidades desta natureza são cometidas e para que trabalhemos na eliminação total delas.

## Faixas
| Faixas de Rakshak |                                |         |  |
| N.º               | Título                         | Duração |  |
| 1.                | "Gaddaar"                      | 4:44    |  |
| 2.                | "Aaj"                          | 5:00    |  |
| 3.                | "Zanjeero Se"                  | 4:11    |  |
| 4.                | "Machi Bhasad (Album Version)" | 4:00    |  |
| 5.                | "Dana Dan"                     | 4:54    |  |
| 6.                | "Jee Veerey (Album Version)"   | 4:38    |  |
| 7.                | "Endurant (Album Version)"     | 4:46    |  |
| 8.                | "BSDK.exe"                     | 4:55    |  |
| 9.                | "Yaad (Album Version)"         | 5:40    |  |
| 10.               | "Chakh Le"                     | 4:25    |  |
| Duração total:    | Duração total:                 | 47:13   |  |

## Recepção
| Críticas profissionais | Críticas profissionais |
| Avaliações da crítica  | Avaliações da crítica  |
| Fonte                  | Avaliação              |
| ---------------------- | ---------------------- |
| United News of India   | 8.5/10                 |
| Kerrang!               | 4/5                    |
| Blabbermouth.net       | 7.5/10                 |
| Angry Metal Guy        | 3.5/5                  |
| Metal Hammer           | [ 3 ]                  |

O editor chefe do Moshville Times, Iain "Mosh" Purdie, chamou o álbum de "um lançamento excelente, especialmente para aqueles que estão conhecendo a banda". Ele disse que a banda poderia ter feito mais músicas novas, mas que as músicas novas e antigas são suficientes para um setlist de shows ao vivo.
No United News of India, Anand Venkitachalam elogiou a "combinação única de metal da banda, que é uma mistura de riffs pesados quase Korn combinados com hip hop, música eletrônica e, claro, música folclórica indiana, como bhangra, alternando entre versos de rap de Raoul Kerr e os vocais guturais e limpos de Jayanth Bhadula". Ele também estava feliz com o rap de Raoul Kerr, que ele achava que combinava bem com o som de metal da banda. Ele finalmente disse que o álbum "tem tudo, desde peso a grooves contagiantes a melodias poderosas, dando ao grupo de folk metal indiano uma estreia da qual eles podem se orgulhar".
Paul Travers da Kerrang! elogiou o tom mais "sério" da banda (comparado com seus covers) e disse que eles "têm um som como nenhum outro no mundo agora. Rakshak é igualmente alegre, furioso e incendiário e seus criadores parecem ser a primeira banda de metal indiana a realmente explodir em escala global."
Escrevendo no Blabbermouth.net, Dom Lawson comentou que "mesmo com o valor de novidade de seus primeiros trabalhos apagado, Bloodywood ainda faz um barulho totalmente único, com o fascínio suavemente sobrenatural dessas amostras fornecendo uma linha vermelha consistente através de um conjunto surpreendentemente diversificado de músicas." Por outro lado, ele achou que o grupo soava "menos convincente" ao tocar nu metal, descrevendo "Zanjeero Se" como "um mingau bastante ralo" em comparação com o "repique indisciplinado de "Machi Bhasad" e "Endurant". Ele por fim disse que "a essência da abordagem alegremente revolucionária de Bloodywood ao metal moderno está em plena exibição e em plena pele com aqueles enfeites infecciosos de Bollywood orgulhosamente à frente. Nesses momentos, se não em todo o "Rakshak", o Bloodywood soa como uma das melhores ideias de todos os tempos."
TheKenWord, no Angry Metal Guy, disse que a banda "tem sucesso em grande parte porque expressa experiências humanas complexas através de uma escrita acessível e sem esforço". Ele criticou a mixagem e masterização de algumas faixas - a saber "Jee Veerey" e "Endurant" - por não misturar adequadamente os instrumentos folk com o som do metal. Ele também disse que os vocais de rap às vezes soam "deslocados" em músicas mais suaves.
Elliot Leaver, da Metal Hammer, elogiou o "impressionante alcance musical da banda, mantendo-se inerentemente fiel às suas raízes nativas" e, por fim, refletiu que "se é isso que o Bloodywood pode alcançar por conta própria, imagine onde eles poderiam ir com uma gravadora por trás deles. Certamente isso é apenas uma questão de tempo." A revista também o considerou o 14º álbum mais antecipado de 2022.

## Paradas
| Parada (2022)                             | Maior colocação |
| ----------------------------------------- | --------------- |
| Reino Unido (UK Independent Albums Chart) | 26              |
| Reino Unido (UK Rock & Metal Albums)      | 8               |
| 93                                        |                 |
| Estados Unidos (Digital Albums)           | 5               |

## Créditos
Bloodywood
- Jayant Bhadula – vocais
- Raoul Kerr – vocais de rap
- Karan Katiyar – guitarras, flautas, arranjos, produção